# BZIP domen
bZIP domen (engl. Basic Leucine Zipper Domain) je prisutan u mnogim eukariotskim proteinima koji vezuju DNK. Jedan deo domena sadrži region koji posreduje za sekvencu specifično DNK vezivanje i leucinski zatvarač koji je neophodan da bi se držala zajedno (dimerizovala) dva DNK vezujuća regiona. DNK vezujući region obuhvata više baznih aminokiselina kao što su arginin i lizin. Proteini koji sadrže ovaj domen su transkripcioni faktori.

## bZIP transkripcioni faktori
bZIP transkripcioni faktori su prisutni u svim organizmima. Jedna nedavna evoluciona studija je pokazala da su 4 bZIP gena bila kodirana u genomu najskorijeg zajedničkog pretka svih biljki. Interakcije između bZIP transkripcionih faktora imaju važnu ulogu u razvoju kancera u epitelnim tkivima, sintezi steroidnih hormona u ćelijama endokrinih tkiva, faktora koji utiču na reproduktivne funkcije, i više drugih fenomena koji utiču na ljudsko zdravlje.

## Proteini koji sadrže bZIP domen
- AP-1 fos/jun heterodimer koji formira transkripcioni faktor
- Jun-B transkripcioni faktor
- CREB cAMP respons element transkripcioni faktor
- OPAQUE2 (O2) transkripcioni faktor

## Ljudski proteini koji sadrže ovaj domen
-{ATF1;      ATF2;      ATF4;      ATF5;      ATF6;      ATF7;      BACH1;     BACH2;
BATF;      BATF2;     CREB1;     CREB3;     CREB3L1;   CREB3L2;   CREB3L3;   CREB3L4;
CREB5;     CREBL1;    CREM;      E4BP4;     FOSL1;     FOSL2;     JUN;       JUNB;      JUND;      MAFA;      MAFB;
NFE2;      NFE2L2;    NFE2L3;    SNFT;      CREM
}-

## Spoljašnje veze
- -{bZIP domain entry in the SMART database}-
- Архивирано на веб-сајту  (20. март 2012)